# Autoroute espagnole B-21
Pour les articles homonymes, voir B21.
La B-21 est une voie rapide urbaine en projet qui va relier la C-31 et le périphérique  sud au port de Barcelone à l'ouest de Barcelone.
Elle permet d'accéder directement au port depuis ces voies rapides.
Cette voie rapide est une nécessité car le port de Barcelone est très fréquenté surtout l'été, notamment par les véhicules à destination des Îles Baléares et l'Italie (Gênes) par ferry. Elle permettra de décharger l'actuel accès au Port de Barcelone réservé aux marchandises.